# Ouragan Otto
Pour les articles homonymes, voir Cyclone tropical Otto.
L’ouragan Otto est le seizième système tropical de la saison cyclonique 2016 dans l'Atlantique nord, le quinzième à recevoir un nom et le septième à atteindre le seuil d'ouragan. Formé dans la seconde moitié de novembre dans le sud de la mer des Caraïbes, il atteignit le niveau de tempête tropicale le 21 du mois et le niveau d'ouragan de catégorie 3 le 24 novembre, juste avant de toucher la côte centre américaine à la frontière entre le Nicaragua et le Costa Rica.
C'est l'ouragan le plus au sud qui s'est jamais développé dans la mer des Caraïbes à frapper la côte centre américaine dans les annales du National Hurricane Centre, le plus tardif également dans cette région depuis 1934 et le plus puissant observé à cette date dans le bassin atlantique. Il a laissé d'importantes quantités de pluie et fait plus de 20 décès.
Otto est le premier système tropical à garder le même nom en passant du bassin atlantique à celui du Pacifique, et vice-versa. Il s'agit également de la seule tempête tropicale ou ouragan dont le centre soit passé n'importe où au Costa Rica dans les annales du NHC, soit depuis 1851.
Le 27 mars 2017, le Comité sur les cyclones tropicaux de l'Organisation météorologique mondiale retira le nom Otto des listes futures de nom d'ouragans à cause des dommages et des pertes de vie qu'il a causé. Sa position sera remplacée par Owen dans la liste de 2022,.

## Évolution météorologique

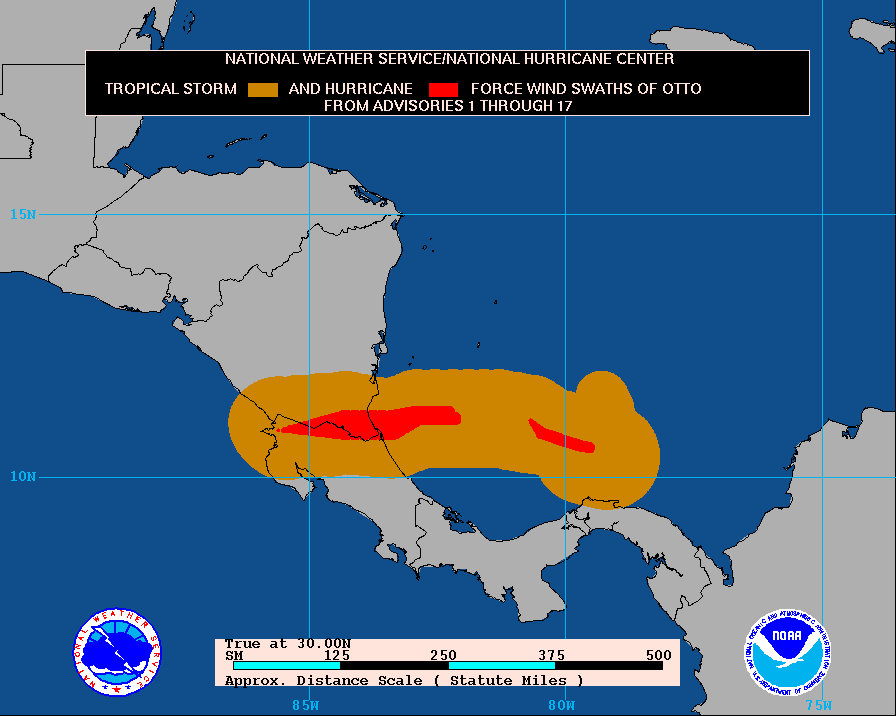
Corridor des vents de force de tempête tropicale (orange) et d'ouragan (rouge) avec Otto dans le bassin Atlantique.

Le NHC commença à surveiller une zone désorganisée d'orages dans le sud de la mer des Caraïbes dès le 14 novembre. Bien qu'un centre dépressionnaire se soit formé dans les jours suivants, il fallut attendre la nuit du 20 au 21 novembre pour que les bandes de précipitations soient assez organisées pour nommer le système dépression tropicale Seize au large de la Colombie. Au matin, le NHC la reclassait en tempête tropicale et lui donna le nom d’Otto à 285 km à l'est-sud-est de l'île de San Andrés, Colombie, puis effectua une boucle dans le secteur.
Le 22 novembre à 21 h UTC, Otto est devenu le septième ouragan de la saison à 375 km l'est de Limón, Costa Rica, atteignant la catégorie 1. Il s'agit de l'ouragan le plus tardif dans les Caraïbes des annales du NHC, une journée plus tard que l'ouragan Martha en 1969. Il dériva par la suite près de la côte de ce pays, alternant entre tempête tropicale et ouragan le 23 novembre à cause d'un fort cisaillement des vents en altitude puis prenant de l'intensité.
Le 24 novembre à 17 h UTC, le NHC rapporta que l'ouragan, devenu de catégorie 2, frappa la côte du Nicaragua près de la petite ville de San Juan, à la frontière avec le Costa Rica. Il s'agit de l'ouragan le plus au sud à avoir touché l'Amérique centrale des annales du NHC, soit depuis 1851, et le plus intense aussi tardivement dans la saison depuis 1934. Une réanalyse des données a montré plus tard que l'ouragan avait en fait atteint la catégorie 3 avec des vents à 185 km/h.
Dans la nuit du 24 au 25 novembre, Otto ressortit sur l'océan Pacifique après avoir traversé l'isthme sud-américain le long de la frontière entre le Nicaragua et le Costa Rica. Redevenu tempête tropicale à cause de l'interaction avec le terrain montagneux, il continua vers l'ouest tout en s'affaiblissant lentement, les conditions de cisaillement des vents et une injection d'air sec étant défavorables à un renforcement dans ce bassin. Son déplacement était de 22 km/h et en accélération.
Le 26 novembre, Otto s'est dissipé dans l'après-midi à 780 km au sud de Puerto Angel, État de Oaxaca, Mexique.

## Préparatifs
Les premières veilles cycloniques furent lancées dès le 21 novembre et rehaussées à des alertes d'ouragans le 22 pour la côte du Costa Rica, du Nicaragua et du Panama. Près de 15 000 personnes furent évacuées au Niacaragua et au Costa Rica avant l'arrivée de l'ouragan, les évacuations se poursuivant ensuite à cause des risques d'inondations. Dans les îles colombiennes de San Andrés et de la Providence, au large du Nicaragua, les vols et l'accès aux plages, ainsi que les déplacements en voiturettes de golf, furent interdits jusqu'au 23 novembre. La Marine nationale colombienne décida d'intensifier leurs mesures d'intervention pour protéger la communauté de ces îles.

## Impact
| Pays       | Décès |
| ---------- | ----- |
| Costa Rica | 10    |
| Nicaragua  | 4     |
| Panama     | 8     |
| Total      | 22    |

Le Panama fut touché par la bordure externe de la tempête tropicale Otto mais le passage de l'ouragan lui-même provoqua des pluies torrentielles et des vents violents au Salvador, au Nicaragua et au Costa Rica. En plus de l'arrivée de l'ouragan, un séisme de magnitude 7,0 sur l'échelle de Richter a frappé à faible profondeur à 150 km environ au sud-sud-ouest de Puerto Triunfo au Salvador le 24 novembre. Ses effets furent ressentis sur la côte pacifique de ce dernier pays, du Nicaragua et du Costa Rica. Le centre d'alerte au tsunami du Pacifique a émis une alerte dans un rayon de 300 km autour de l'épicentre mais il fut rapidement terminé.

### Panama
Les autorités rapportèrent quatre morts et trois disparus au Panama le 22 novembre : deux personnes furent emportées par un torrent de boue, un jeune homme fut emporté par les eaux lors d'un baignade en rivière et un enfant de neuf ans fut tué par la chute d’un arbre. Le 25 novembre, le compte fut rehaussé à 8 morts.

### Costa Rica
Vendredi le 25 novembre, le gouvernement du Costa Rica déclara que l'ouragan avait fait au moins 9 morts et les médias locaux mentionnaient de 20 à 25 disparus. Cinq victimes proviendraient du village d’Upala, frontalier avec le Nicaragua, et quatre autres à Bagaces, une ville à 100 kilomètres au nord de la capitale San José. Le 27 novembre, le président costaricien Luis Guillermo Solis signala dans un communiqué qu'il y avait au moins dix morts dans le pays,.
Plusieurs villes et villages furent inondés ou envahis par des coulées de boue.

### Nicaragua
Au Nicaragua, au moins 4 décès furent rapportés le 26 novembre et cinq autres personnes étaient portées disparues.

## Conservation du nom
Jusqu'en 1996, le National Hurricane Centre appliquait la règle qui veut que le nom associé dans le bassin d'origine change au profit du nom suivant dans la liste séquentielles des noms possibles pour l'autre bassin. Le dernier duo à avoir suivi cette règle est l'ouragan Cesar-Douglas de 1996 ce qui montre que le phénomène est assez rare. En 2010, la tempête tropicale Hermine débuta comme une onde tropicale sur la côte Pacifique mais ne reçut un nom qu'après être passé dans le golfe du Mexique.
Otto est donc le premier système tropical à conserver le même nom en passant d'un bassin à l'autre. Cependant, dans le cadre de la nouvelle convention d'appellation, Otto dans le Pacifique Est a reçu un numéro d'identification interne au NHC différent de celui dans l'Atlantique. Cela cause des problèmes pour les diverses plates-formes en ligne qui archivent les bulletins émis pour ce système. Il semble que les deux stades de la vie d’Otto seront ainsi considérés séparément lors du calcul de l'énergie cumulative des cyclones tropicaux pour les saisons cycloniques de l'Atlantique et du Pacifique Est en 2016.